# 竺陈简
竺陈简（？—？），字个园，号载文。浙江鄞县（今属宁波市）人，清朝政治人物。

## 生平
竺陈简为道光二年（1822年）浙江乡试第一名举人（解元）。在福建为官，曾永安县知县。竺陈简善属文，工绘画，尤擅长梅花竹石。